# Dorothy Kamenshek
Dorothy Kamenshek, nota anche come Dottie Kamenshek (Nordwood, 21 dicembre 1925 – Palm Desert, 17 maggio 2010), è stata una giocatrice di baseball statunitense di ruolo esterno e poi prima base nella All-American Girls Professional Baseball League (AAGPBL).
È stata introdotta nella National Women's Baseball Hall of Fame nel 2013.

## Biografia
Nata in Ohio, cominciò a giocare come esterno nel campionato dilettantistico di softball e all'età di 17 anni entrò nelle Rockford Peaches, squadra di baseball femminile con cui militò per otto stagioni consecutive vincendo cinque titoli dell'All-American Girls Professional Baseball League (AAGPBL) e per ben 7 volte entrò nell'All-Star. Dopo essersi ritirata decise di ritornare nel 1953 nelle Rockford Peaches, ma dopo la deludente stagione decise di ritirarsi definitivamente.
Nonostante avesse continuato la carriera sportiva, non lasciò mai gli studi universitari e nel 1951 si laureò in educazione fisica e operatore socio-assistenziale all'Università di Cincinnati, dopo aver lasciato il baseball si laureò anche in fisioterapia alla Marquette University di Milwaukee. Terminati gli studi lavorò come fisioterapista nella Contea di Hamilton in Ohio, poi si trasferì a Los Angeles dove svolse lo stesso lavoro presso il Dipartimento dei servizi per bambini paralizzati della città.
Dopo il suo ritiro, Kamenshek è stato premiata dalla Contea di Los Angeles con l'Outstanding Management Award nel 1980 e nel film del 1992 Ragazze vincenti l'attrice Geena Davis ha interpretato Dottie Hinson, il miglior giocatore di baseball del campionato, un personaggio liberamente ispirato proprio alla Kamenshek.
Nel 1999, Sports Illustrated for Women l'ha scelto inserita tra le migliori atlete del XX secolo.
È morta nel 2010 a 84 anni d'età ed è stata sepolta al Forest Lawn Cemetery di Cathedral City in California.

## Palmarès

### Club
- All-American Girls Professional Baseball League: 5

Rockford Peaches: 1943, 1945, 1948, 1949, 1950

### Individuale
- All-Star: 7

1943, 1946, 1947, 1948, 1949, 1950, 1951